# Turó de Sant Cristòfol
El Turó de Sant Cristòfol és una obra de Vilanova i la Geltrú (Garraf) protegida com a Bé Cultural d'Interès Local.

## Descripció
En el conjunt urbanístic Turó de Sant Cristòfor s'hi inclouen els habitatges aixecats prop del Far i l'ermita de Sant Cristòfor. La tipologia constructiva consisteix en cases unifamiliar aïllades.
Les característiques topogràfiques de l'emplaçament, un turonet davant la línia de la costa, el pas en trinxera de la via del ferrocarril i el torrent de la Riera, delimiten el conjunt i en permeten el creixement.
Les parcel·les són de grans dimensions amb habitatges de gran superfície construïts amb pocs anys de diferència que segueixen una mateixa línia. L'espai públic d'aquesta zona consisteix en una senzilla trama viària i una petita plaça davant l'ermita.